# Džag Mandir
Džag Mandir je palača, zgrajena na otoku v jezeru Pičola. Imenuje se tudi Jezerska vrtna palača. Palača je v mestu Udaipur v indijski državi Radžastan. Za njeno gradnjo so zaslužni trije Maharani Sisodia Radžputov iz kraljestva Mevar. Gradnjo palače je leta 1551 začel Maharana Amar Singh, nadaljeval Maharana Karan Singh (1620–1628) in končno dokončal Maharana Džagat Singh I. (1628–1652). Imenuje se kot Džagat Mandir v čast zadnjega imenovanega Maharane. Kraljeva družina je palačo uporabljala kot poletno letovišče in palačo užitka za prirejanje zabav. Palača je nekoč služila kot zatočišče prosilcem za azil.

## Geografija
Džag Mandir stoji na enem od dveh naravnih otokov v jezeru Pičola (imenovanem po vasi Pičoli v bližini), na njegovem južnem koncu. Jezero je prvotno v 15. stoletju ustvaril lokalni plemenski poglavar banjara za prenašanje žita čez potoke. Med vladavino Maharane Udai Singha II., leta 1560, so jezero znatno povečali z izgradnjo jezov čez dva potoka. Takrat je Maharana zgradil tudi Džag Mandir in Jezersko palačo (danes Džag Niwas Hotel) na otokih sredi jezera. Mesto Udaipur z mestno palačo in drugimi spomeniki in templji je bilo zgrajeno na obrobju jezera.

## Zgodovina
Resnična grožnja, ki je za dolga leta skoraj zdesetkala kraljestvo Mevar, je prihajala od roparskih Maratov. Upanje na preživetje je ponovno oživelo, ko so jim leta 1817 Britanci priskočili na pomoč s pogodbo o vrhovnem gospodarstvu, ki je obljubila obnovitev vseh dednih ozemelj in zaščitila državo pred morebitnimi prihodnjimi vdori. Nato sta v kraljestvu Mevar zavladala mir in blaginja. Ponos in slava Sisodia Radžputov sta bila v celoti obnovljena.
Med uporom leta 1857 je Maharana Svroop Singh (1842–1861) rešil številne evropske družine, večinoma ženske in otroke iz Neemuča, ki so dobile zatočišče v palači Džag Mandir. Upor je bil popularno znan kot sepojski upor, imenovan pa je bil tudi indijski upor (ali prva vojna za neodvisnost) proti britanskemu raju.
Po osamosvojitvi Indije od britanske oblasti se je 15. avgusta 1947 na pobudo Maharane Bhupala Singha kraljevina Mevar leta 1949 združila z indijsko unijo skupaj z drugimi kneževskimi državami Radžastana.

## Struktura
Impresivna serija struktur v trinadstropni palači Sžag Mandir vključuje:
- Gul Mahal, ki je bil najprej zgrajen kot zatočišče za princa Khurama;
- elegantna fasada, obkrožena s štirimi izklesanimi kipi slonov na obeh straneh pri vhodu v pomol na jezeru iz Udaipurja;
- vrtno dvorišče in Darikhana na njegovi severni strani;
- Bara Patharon ka Mahal (palača 12 kamnov);
- Zenana Mahal – južni podaljšek Gul Mahala;
- in Kunwar Pada ka Mahal.

Podrobnosti o teh strukturah in vrtu so opisane v nadaljevanju.
Gul Mahal
Gul Mahal je bila prva stavba, zgrajena leta 1551, med vladavino Maharane Amar Singha, ki je bila nadalje razvita med vladavino Maharane Džagat Singha, da bi nastanila mogulskega princa Khurama. Sprva je bila majhna palača iz peščenjaka (rumenega peščenjaka) z mogočno kupolo (ki daje videz krone). Na vrhu te kupole je pritrjen islamski polmesec. Gul Mahal ima tri okrogle kupolaste komore, eno nad drugo. Vstop v te prostore je iz dvorane s stebri. Nad glavnim pročeljem se dvigata dva marmornata čatrija s poševnimi venci. Masivne marmorne plošče, pritrjene na notranje stene, so bile okrašene z barvnimi rubini, oniksom, jaspisom, karneolom in žadom. To vrsto okrasja naj bi posnemali Moguli v svoji grobnici I'timād-ud-Daulah v Agri leta 1626. V palači naj bi bil tudi prestol, izklesan iz enega samega bloka serpentine, ki je ni bil izsleden. Mahal obdaja prostorno okroglo stanovanje, zgrajeno iz belega in črnega marmorja s freskami in slikami, ki veljajo za neobičajno značilnost radžputske arhitekture. V zahodnem krilu palače je bila ta vrsta oblikovanja ponovljena v treh drugih paviljonih.
Džag Mandir
Džag Mandir je glavna palača, ki vključuje Gul Mahal. Stolpi palače na vogalih so osmerokotne oblike in so zaključeni s kupolami. Znotraj palače je bil zgrajen labirint sprejemnih dvoran, stanovanjskih apartmajev in notranjih dvorišč, vse v arhitekturnem slogu Radžput in Mogul. Zenana (rezidenca dvoran kraljevih dam) meji na palačo. Kunvar Pada ka Mahal (Palača prestolonaslednika) je na zahodnem koncu.
Vstopni paviljon
Paviljon ob vhodu v palačo je impresivna bela kolonada zaobljenih lokov. Pristajalni pomol je tudi za pristajanje čolnov, ki prihajajo s pomola Bansi Ghat na celini blizu Mestne palače v Udaipurju. Paviljon je okrašen z velikimi sloni, vklesanimi v kamen, štirje na vsaki strani vstopnih stopnic. Obrnjeni so proti jezerski palači. Rilci teh slonov so bili poškodovani in zamenjani s polistirenom. Paviljon označuje obod otoka v slikovitem ozadju hribovja Aravali.
Vrt
Cvetlični vrt v kompleksu palače je postavljen v velikem vrtnem dvorišču. Ima tise, jasmin, drevesa frangipanija, bugenvilije, palme, nasturcije, verbeno in mahovnico. Samo dvorišče je prekrito s črno-belimi ploščicami. Okolico vrta krasijo fontane in vodni bazeni, prepredeni s sprehajalnimi potmi z nizkimi marmornimi ograjami. Sedanji Maharana tukaj gosti razkošne zabave in najema prostor za zasebne zabave.
Darikhana
Darikhana je na severni strani palače, ki je odprta terasa, zgrajena z marmornimi stebri. To mesto zdaj vodi sedanji Maharana kot restavracijo.
Bara Patharon ka Mahal
Bara Patharon ka Mahal je v vzhodnem krilu glavne palače. Mahal je tako imenovan, ker je bilo pri njegovi gradnji uporabljenih dvanajst masivnih marmornih plošč. Zato je znana tudi kot palača dvanajstih kamnov.